# Sensor Valley 8.0
Sensor Valley 8.0 is een kunstinstallatie in Assen, bedacht door Daan Roosegaarde van Studio Roosegaarde.
De installatie is geplaatst bij het gebouw van De Nieuwe Kolk en is geopend op 20 april 2012. De installatie bestaat uit 15 pilaren die licht geven en geluid maken wanneer ze aangeraakt worden. Naast reactie op aanraking veranderen ze ook van kleur tijdens de zonsondergang, en bij de inval van de nacht.